# カート・ヘニング
カート・ヘニング（Curt Hennig、本名：Curtis Michael Hennig、1958年3月28日 - 2003年2月10日）は、アメリカ合衆国のプロレスラー。ミネソタ州ロビンズデール出身。なお、姓のスペリングにおいて "Henning" は誤りであり、読みも「ヘニッグ」が原音に近いが、本項では日本における慣例的な表記を使用する。
第34代AWA世界ヘビー級王者。WWEではミスター・パーフェクト（Mr. Perfect）のリングネームでも活躍した。父はAWAなどで活躍した名レスラー、ラリー・ヘニング。息子のジョー・ヘニングもプロレスラーである。

## 来歴

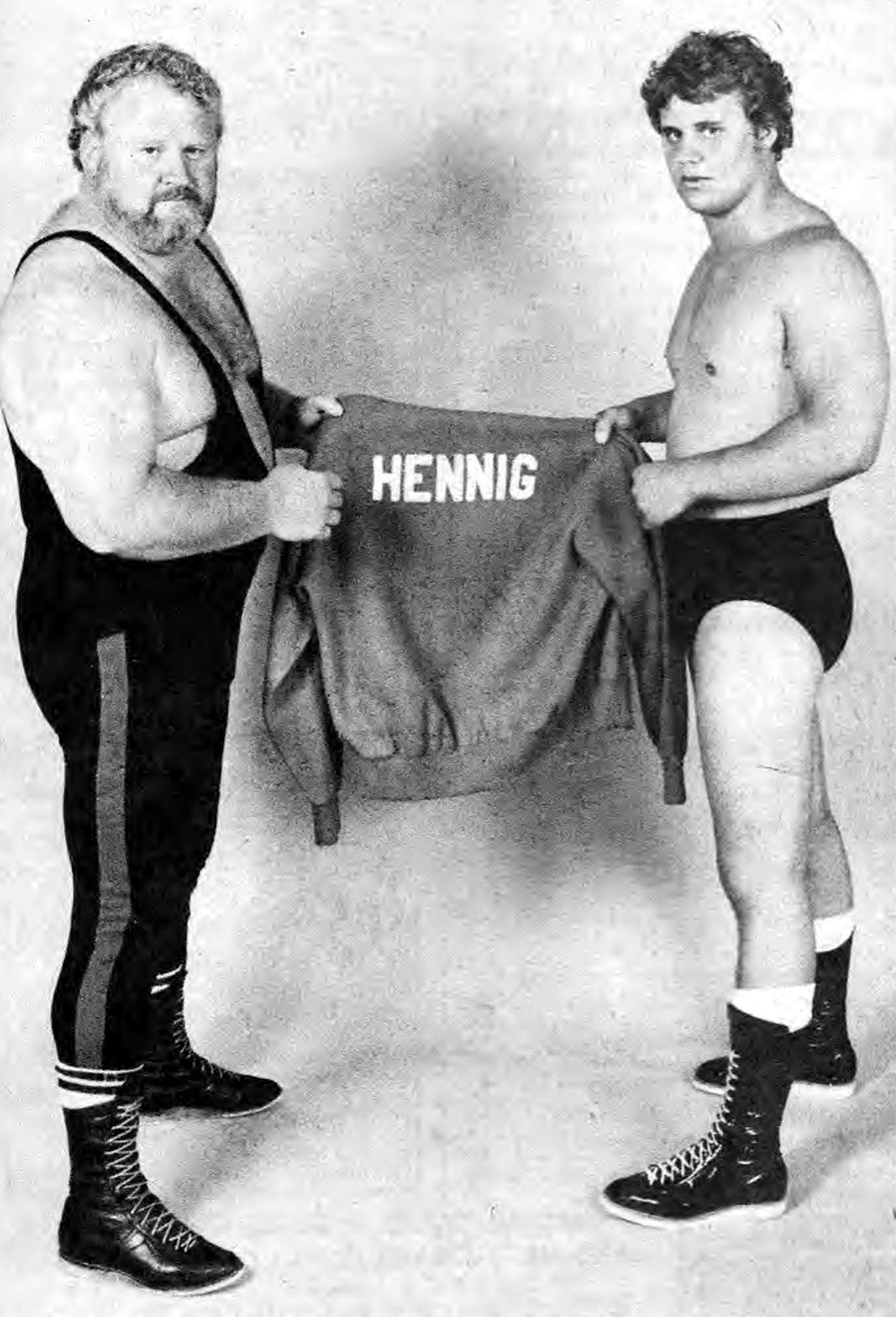
左は父親のラリー・ヘニング（1981年）

父親のラリー・ヘニングとバーン・ガニアのコーチを受け、1980年1月にデビュー。父も主戦場としていたガニア主宰のAWAを経て、ルーキー時代は太平洋岸北西部のオレゴンおよびワシントン州に拠点を置くパシフィック・ノースウエスト・レスリング（PNW）で活動。1982年4月27日にはラリーとの親子タッグでリップ・オリバー&マット・ボーンからNWAパシフィック・ノースウエスト・タッグ王座を奪取、タイトル初戴冠を果たした。
1982年10月から翌1983年上期にかけてはビンス・マクマホン・シニア時代のWWFをサーキット。ジミー・スヌーカ、レイ・スティーブンス、ドン・ムラコ、スーパースター・ビリー・グラハム、イワン・コロフ、ビッグ・ジョン・スタッドら大物選手のジョブ・ボーイを務めながらキャリアを積み、WWFに遠征していた初代タイガーマスクとも対戦した。
1984年よりAWAに復帰。当時はWWFがビンス・マクマホン・ジュニアの新体制下で全米侵攻を開始し、AWAもハルク・ホーガンをはじめとするスター選手が大量に引き抜かれた直後だったこともあり、早くから頭角を現す。1986年1月18日、スコット・ホールと組んでジミー・ガービン&スティーブ・リーガルを破り、AWA世界タッグ王座を獲得。AWAの次代の主役候補と期待され、1987年5月2日にはニック・ボックウィンクルを下してAWA世界ヘビー級王者となる。ラリー・ズビスコが試合に介入したとしてタイトルは一時預かりになるも、最終的にはヘニングの王座奪取が認められた。デビュー以来ベビーフェイスのポジションにいたが、これを機にヒールターンを行い、それまでタッグを組んでいたグレッグ・ガニアやワフー・マクダニエルとも連戦を展開。翌1988年5月9日、ジェリー・ローラーにタイトルを奪われると自身もAWAを退団し、WWFに移籍した。
WWFでは「何をやっても完璧な男」というギミックが与えられ、ミスター・パーフェクトを名乗るエゴイスト系のヒールとして登場。初期はザ・ジニアス、後にボビー・ヒーナンをマネージャーにヒール陣営の主力選手に迎えられ、1990年4月23日には、前王者アルティメット・ウォリアーの返上で空位になっていたインターコンチネンタル・ヘビー級王座の新王者決定トーナメントにおいて、決勝でティト・サンタナを下し第16代IC王者となる。以降、8月27日のサマースラム1990でテキサス・トルネードに一時タイトルを奪われるも、11月19日のTVテーピングにて奪還し、翌1991年8月26日のサマースラム1991においてブレット・ハートに敗れるまで長期政権を築いた。
しかし、この時期より背中の負傷に悩まされ始め、選手としての活動を一時休止し、WCWから移籍してきたリック・フレアーのマネージャーを「エグゼクティブ・コンサルタント」と称して担当するようになる。しかし1992年11月、ランディ・サベージが同年のサバイバー・シリーズでのタッグパートナーを決める際、対戦相手であるフレアー側のヘニングを指名し、ヘニングもこれを受諾。11月26日開催のサバイバー・シリーズ1992において1年3カ月ぶりのリング復帰を果たし、サベージと組んでフレアー&レイザー・ラモンに勝利。以降はベビーフェイスとしてフレアーやラモンとの抗争を開始した。1993年はレックス・ルガーやショーン・マイケルズとも抗争するが、背中の故障が再発したため1994年より再び戦列を離れ、TV放送のカラー・コメンテーターを務めた。その間はトレーナーとしても活動しており、ブロック・レスナー、ドン・フライ、ブライアン・ジョンストンらが教えを受けている。1996年には貴族ギミック時代のトリプルH（ハンター・ハースト・ヘルムスリー）のマネージャーも担当していた。
1997年、ライバル団体WCWに移籍。USヘビー級王座の獲得、nWoやフォー・ホースメンへの加入、バリー・ウインダムらとのカウボーイ系ユニット「ウエスト・テキサス・レッドネックス」（世界タッグ王座も奪取）などで活躍した後、2000年夏に退団。その後はプエルトリコのWWCに登場し、9月30日にカーリー・コロンを破りWWCユニバーサル・ヘビー級王座を獲得している。
2002年1月20日、ロイヤルランブル2002でWWEに復帰。同大会のロイヤルランブル・マッチでは最後の3人まで残るなど活躍したが、移動中の飛行機内で酒に酔い、ブロック・レスナーと諍いを起こしたことにより、3カ月後に契約を解除される。その後は当時旗揚げされたばかりのTNAに参戦し、ジェフ・ジャレットやロン・キリングスと対戦した。
2003年2月10日、試合出場のため訪れていたフロリダ州タンパのホテルで急死。検死の結果では急性コカイン中毒による死亡と報告され、ステロイドや鎮痛剤の過剰な服用も死因とされた。
没後の2007年4月、WWE殿堂に迎えられた。同年は息子のジョー・ヘニングが父ラリーの弟分だったハーリー・レイスの指導の下、WLWでプロレスラーとしてデビュー。その後WWEと契約し、下部団体FCWでの修行を経てRAWに昇格した。

### 日本での活躍
1983年11月、新日本プロレスに初来日。MSGタッグ・リーグ戦にてボビー・ダンカンのパートナーを務め、アントニオ猪木&ハルク・ホーガン、藤波辰巳&前田明、長州力&アニマル浜口、キラー・カーン&タイガー戸口、アンドレ・ザ・ジャイアント&スウェード・ハンセン、ディック・マードック&アドリアン・アドニスなどのチームと対戦したが、キャリア不足のために白星配給係となった。
1985年11月にはニック・ボックウィンクルのパートナーとして全日本プロレスの世界最強タッグ決定リーグ戦に出場。ハーリー・レイス、ドリー・ファンク・ジュニア、スタン・ハンセンら大物に混じってフレッシュなファイトを展開した。以降も全日本プロレスに度々参戦し、1987年1月17日には徳山にて、新日本プロレスに復帰する直前の長州力のPWFヘビー級王座に挑戦。1988年はAWA世界ヘビー級王者として来日し、1月2日の後楽園ホール大会にて二代目タイガーマスクの挑戦を受け、リングアウト負けを喫するも防衛に成功している（この試合は全日本プロレスでの最後のAWA戦となった）。
WWF移籍後は、1990年4月13日に開催された日米レスリングサミットにてリック・マーテルと元AWA世界王者コンビを結成、同じく元AWA世界王者のジャンボ鶴田とタッグマッチで対戦している。1991年3月30日にはWWFと提携していたSWSの東京ドーム大会に出場、ケリー・フォン・エリックを相手にインターコンチネンタル王座の防衛戦を行った。
WCW時代の1998年、nWoのメンバーとして久々に新日本プロレスに参戦。2月15日の日本武道館大会において小島聡から勝利を収めた。

## 試合スタイル
投げ技・大技はほとんど使用せず、基本的な打撃技と関節技だけで試合を構成してしまうプロレス史上屈指の試合巧者。また受身の技術も高く評価され、ミスター・パーフェクトの名は伊達ではなかった。そのためプロレスの手本的存在として高くリスペクトを受け、ヘニングの試合を観戦してプロレスを勉強する若手選手も多かった。試合スタイルと同様、入場時に常に右手に持っていた白タオルは、バディ・ロジャースからニック・ボックウィンクル、そしてヘニングへと受け継がれたものである。
死後もなお多くの選手から賞賛を受けており、WWEの若手選手からも憧れの存在として名を挙げられることも珍しくない。ジェフ・ジャレットもインタビューで「史上最高の選手」を問われ彼の名を挙げている。

## 得意技
- パーフェクト・プレックス（Perfect-Plex）
- パーフェクトDDT
- バックドロップ・ホールド
- バックハンド・チョップ

## 獲得タイトル
パシフィック・ノースウエスト・レスリング
- NWAパシフィック・ノースウエスト・ヘビー級王座：1回[28]
- NWAパシフィック・ノースウエスト・タッグ王座：3回（w / ラリー・ヘニング、バディ・ローズ、スコット・マギー）[2]

アメリカン・レスリング・アソシエーション
- AWA世界ヘビー級王座：1回[6]
- AWA世界タッグ王座：1回（w / スコット・ホール）[7]

ワールド・レスリング・フェデレーション / エンターテインメント
- WWFインターコンチネンタル・ヘビー級王座：2回[9]
- WWE殿堂：2007年度[1]

ワールド・チャンピオンシップ・レスリング
- WCW USヘビー級王座：1回[14]
- WCW世界タッグ王座：1回（w / バリー・ウインダム）[15]

ワールド・レスリング・カウンシル
- WWCユニバーサル・ヘビー級王座：1回[16]

インディー団体
- FOWヘビー級王座：1回
- MECWヘビー級王座：1回
- i-ジェネレーション・ヘビー級王座：1回

## 逸話
- 1982年のWWFサーキット時は日本から遠征してきた初代タイガーマスクとも対戦したが、共にエルヴィス・プレスリーのファンということで親しくなり、エルヴィスのテープを聴きながら車で一緒に移動していた[29]。
- 1987年1月の全日本プロレス来日時は、ヘニング以前に「ミスター・パーフェクト」のニックネームを使用していたジェリー・スタッブスがア・シークのリングネームで同時参戦していた。ヘニングはWWFで自身がミスター・パーフェクトを名乗るにあたって、スタッブスの了承をジャックダニエルのボトルと引き替えに得ることができたという[30]。
- WWF初登場時にはテレビでプロモーションビデオが流された。内容はヘニングが野球、バスケットボール、ゴルフ、ダーツ、ボウリングなどで次々とスーパープレイを披露し、最後に「I'm Perfect.」と呟くものだったが、これは合成映像などではなく、すべて撮影時に実際にヘニングが（しかもほぼ1回で）決めてみせたものだ、というエピソードが残っている。
- AWA時代からの旧友ショーン・マイケルズのニックネーム「ハート・ブレイク・キッド」はヘニングが名付け親である[31]。